# Миме
Миме (фр. Mimet) — коммуна на юго-востоке Франции в регионе Прованс — Альпы — Лазурный Берег, департамент Буш-дю-Рон, округ Экс-ан-Прованс, кантон Гардан.

## Географическое положение
Коммуна расположена в 660 км к югу от Парижа и в 18 км северо-восточнее от Марселя. В 2009 году численность населения составила 4526 человек. 
Площадь коммуны — 18,7 км², население — 4536 человек (2012), плотность населения — 242,6 чел/км².

## Достопримечательности (фотогалерея)

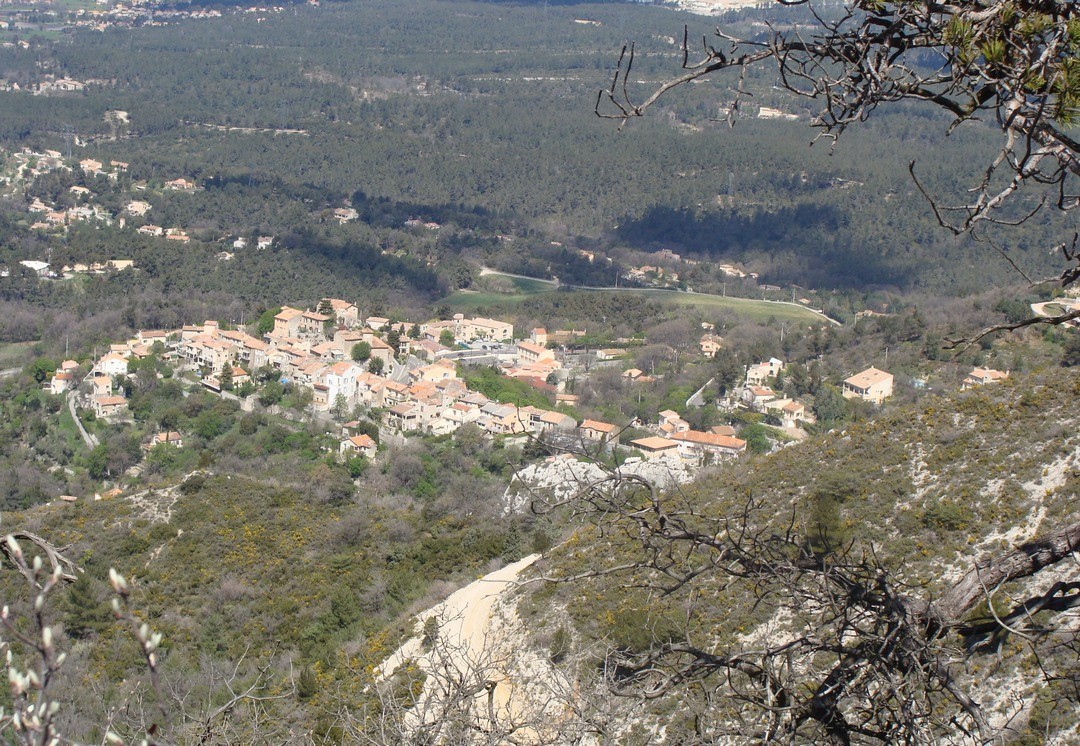
Вид на коммуну